# Luis López (Fußballspieler, 1993)
Luis López, mit vollem Namen Luis Aurelio López Fernández (* 13. September 1993 in San Pedro Sula), ist ein honduranischer Fußballtorhüter.

## Karriere

### Verein
López begann seine Karriere in der Jugendmannschaft des Vereins Junior Platense. Im Frühjahr 2012 verließ er den Verein und absolvierte ein einmonatiges Probetraining bei Real España, welche ihn im Sommer 2012 unter Vertrag nahmen. Nach seinem Wechsel wurde er vom Trainer der ersten Mannschaft, Daniel Uberti, für ein Jahr in die Reservemannschaft versetzt, wo er unter Gustavo Gallegos zum Leistungsträger wurde. Im Frühjahr 2013 und mit der Übernahme der ersten Mannschaft durch den neuen Trainer Hernán Medford rückte López schließlich in die Seniorenmannschaft auf. 
Unter Medford wurde er zweiter Torhüter hinter Kevin Hernández und gab am 1. September 2013 in der Apertura sein Debüt für Real España gegen den CD Marathón. Im Laufe der Saison gewann Luis Lopéz Fernández mit seinem Team die Meisterschaft der Apertura 2013 und wurde als „Bester Torwart der Aperture“ mit durchschnittlich 0,7 Gegentoren pro Spiel ausgezeichnet.
Ende Januar 2018 wechselte López zum Los Angeles FC in die Major League Soccer.

### Nationalmannschaft
Im März 2013 wurde López der für die Zentralamerikaspiele 2013 in San José in Costa Rica berufen. Dort trat er mit der U-20-Nationalmannschaft seines Landes an und gewann nach einem 1:0 über die Costa-ricanische Fußballnationalmannschaft den Titel im Fußball-Wettbewerb des Turniers.
Am 26. Februar 2014 wurde er dann erstmals im Rahmen der Vorbereitung auf die Fußball-Weltmeisterschaft 2014 in Brasilien für die Honduranische A-Fußballnationalmannschaft berufen, kam im Freundschaftsspiel am 5. März 2014 gegen Venezuela allerdings nicht zum Einsatz.
Am 5. Mai 2014 wurde López von Nationaltrainer Luis Fernando Suárez in die Honduranische Fußballnationalmannschaft für die Fußball-Weltmeisterschaft 2014 berufen. Allerdings stand er bei diesem Turnier nicht auf dem Platz. Auch beim CONCACAF Gold Cup 2015 war er im Aufgebot der Los Catrachos, kam dort auch nicht zum Einsatz.
Sein Debüt für Honduras gab er am 4. September 2015 in einem Freundschaftsspiel gegen Venezuela.

## Erfolge

### Vereinsebene
Liga Nacional de Fútbol de Honduras Apertura (1)
- 2013

### Nationalmannschaft
Goldmedaille bei den Zentralamerikaspielen (1)
- 2013

### Persönliche Auszeichnungen
Bester Torhüter der Honduras Apertura (1)
- 2013

Rookie des Jahres der Apertura (1)
- 2013